# HMX
HMX, ook bekend oner de naam octogen, is een krachtig en relatief stabiel explosief, gebaseerd op een  nitroamine. Chemisch is de stof verwant aan RDX. Net als voor RDX zijn er voor HMX een aantal synoniemen in omloop: High Melting Explosive, Her Majesty's Explosive, High-velocity Military Explosive, of High-Molecular-weight RDX.
Het molecuul van HMX heeft als basis een 8-ring (daar vandaan ook de naam octogen) van afwisselend koolstof en stikstof, met aan elk stikstofatoom een nitrogroep gekoppeld. Door zijn hoge moleculaire massa is het een van de krachtigste explosieven tot nu toe, hoewel enkele nieuwere verbindingen nog krachtiger lijken te zijn zoals HNIW en ONC.

## Productie
De productie van HMX is complexer dan van andere explosieven, waardoor het gebruik zich beperkt tot speciale toepassingen. Hexamine kan met azijnzuuranhydride, paraformaldehyde en ammoniumnitraat omgezet worden in HMX. RDX, gesynthetiseerd via het Bachmannproces bevat meestal 8–10% HMX.
De eerste synthese van HMX vond plaats in 1930. In 1949 werd ontdekt dat HMX via de nitrolyse van RDX bereid kan worden. De nitrolyse wordt bereikt door RDX op te lossen in 55% HNO3, en de oplossing daarna 6 uur op een stoombad te laten staan.

## Toepassingen
HMX wordt vrijwel alleen gebruikt in militaire toepassingen, inclusief als ontsteker in kernwapens en als vaste stuwstof in raketten.
Onder de verzamelnaam octols wordt HMX, samengesmolten met TNT toegepast.
HMX wordt ook toegepast om in de boorpijp van gas- en olieboringen een gat te maken, zodat olie en gas via dat gat in de boorpijp kan stromen en zo naar de oppervlakte gehaald kan worden.
De ruimtesonde Hayabusa 2 gebruikte HMX om een gat in een asteroide te maken, ten einde materiaal te kunnen bereiken dat niet blootgesteld was geweest aan de zonnewind.

## Gezondheid en milieu

### Analyse
HMX komt in het milieu terecht (water, grond, lucht) omdat het ruim wordt toegepast zowel in militaire als civiele situaties. Op het moment worden reverse-phase HPLC en de gevoeligere LC-MS toegepast om de hoeveelheid HMX accuraat en betrouwbaar te meten in een breed scala van monsters.

### Giftigheid, carcinogeniciteit
Op het moment (2012) zijn er onvoldoende gegevens om vast te stellen of HMX carcinogeen is. Het gebrek aan gegevens heeft de EPA doen besluiten HMX als carcinogeen voor mensen niet klassificeerbaar te beschouwen.
Ook de gegevens met betrekking tot het schadelijk voor de gezondheid bij mensen zijn beperkt. HMX heeft effect vergelijkbare effecten op het centaal zenuwstelsel als RDX, al is de noodzakelijke dosis daarvoor wel veel hoger.
De blootstelling van dieren aan HMX is in meerdere studies beschreven. In het algemeen bleek de giftigheid laag. HMX wordt slecht geabsorbeerd na inslikken. Als het op de huid wordt aangebracht veroorzaakt het irritatie maar geen vertraagde sensibilisering. Bij konijnen en andere knaagdieren zijn verschillende acute en subchronische neurogradrags-effecten beschreven, waaronder gevoelloosheid, sedatie, overbewegelijkheid, en stuipen. Chronische blootstelling aan HMX leidde tot een verlaagd HB-gehalte, verhoogde concentraties AF en verlaagde albumine-speigels. Pathologische veranderingen traden op in de lever en nieren van de blootgestelde dieren.
De uitwisselingssnelheid van gassen werd gebruikt als maat voor chemische stress in de eieren van boomkwartels (Colinus virginianus). Er werd geen verandering in de snelheid van metabolisme vastgesteld in relatie met de concentratie HMX. Er zijn geen gegevens bekend van effecten van HMX op reproductie, ontwikkeling of carcinogeniciteit. HMX wordt als de minst giftige beschouwd van TNT en RDX. Het saneren van door HMX verontreinigde watervoorraden is succesvol gebleken.

### Biodegradatie
Zowel wild-typen als transgene planten zijn in staat tot fytodegradatie van explosieven in zowel bodem als water.